# ویکتور مزه
ویکتور مزه (انگلیسی: Víctor Meza؛ زادهٔ ۲۸ ژانویهٔ ۱۹۸۷) بازیکن فوتبال اهل آرژانتین است.